# Saint-Pierre (Marna)
Saint-Pierre è un comune francese di 304 abitanti situato nel dipartimento della Marna nella regione del Grand Est.

## Società

### Evoluzione demografica
Abitanti censiti